# Barberaz
Barberaz (prononcer Barbera) est une commune française située dans le département de la Savoie, en région Auvergne-Rhône-Alpes.
La commune fait partie de l'agglomération chambérienne ainsi que de Grand Chambéry. D'une superficie de 3,79 km2, elle se situe d'une part sur les contreforts de la Massif de la Chartreuse, et d'autre part sur une section de la trouée des Marches située entre la Leysse et la colline de la Trousse.

## Géographie

### Situation
La commune de Barberaz se situe au sud-est de la ville de Chambéry, de laquelle elle est limitrophe. Sa superficie est de 379 hectares, répandus principalement sur le replat du bassin chambérien, avec toutefois une côte sur le versant des Charmettes sur l’extrémité nord-est du massif de la Chartreuse, induisant un dénivelé de près de 500 mètres entre son altitude minimale (260 m) et maximale (720 m).
La commune est longée au nord par la Leysse, qui coule d'est en ouest et marque la séparation avec la commune de Bassens. Elle est aussi traversée par l'Albanne du sud au nord, laquelle se jette dans la Leysse une fois parvenue sur la commune de Chambéry.
Barberaz a également la particularité d'être « coupée » de part en part par la VRU de Chambéry et la ligne de chemin de fer, ceci ayant pour effet d'excentrer certains quartiers, comme la Madeleine, du centre-ville, accessible par une unique route en souterrain. Mais c'est également le cas du Vernier ou de la Lésine, qui bien que séparés par aucune barrière naturelle ou humaine, sont situés à plus de deux kilomètres plus au sud.

### Communes limitrophes
Barberaz est limitrophe de sept communes, dont deux, Chambéry et la Ravoire, partageant une limite étendue avec cette-dernière, la première étant située à l'ouest et nord-ouest et la seconde à l'est et nord-est. Entre les deux, au nord, se trouve la commune de Bassens, et non loin, entre Bassens et la Ravoire, Saint-Alban-Leysse (courte limite commune d'une vingtaine de mètres). Au sud-sud-est se trouve la commune de Saint-Baldoph, Montagnole au sud-ouest et Jacob-Bellecombette à l’ouest.
| Chambéry                        | Bassens       | Saint-Alban-Leysse et La Ravoire |
| Chambéry et Jacob-Bellecombette | Barberaz      | La Ravoire                       |
| Montagnole                      | Saint-Baldoph | Saint-Baldoph                    |

### Voies de communication et transports

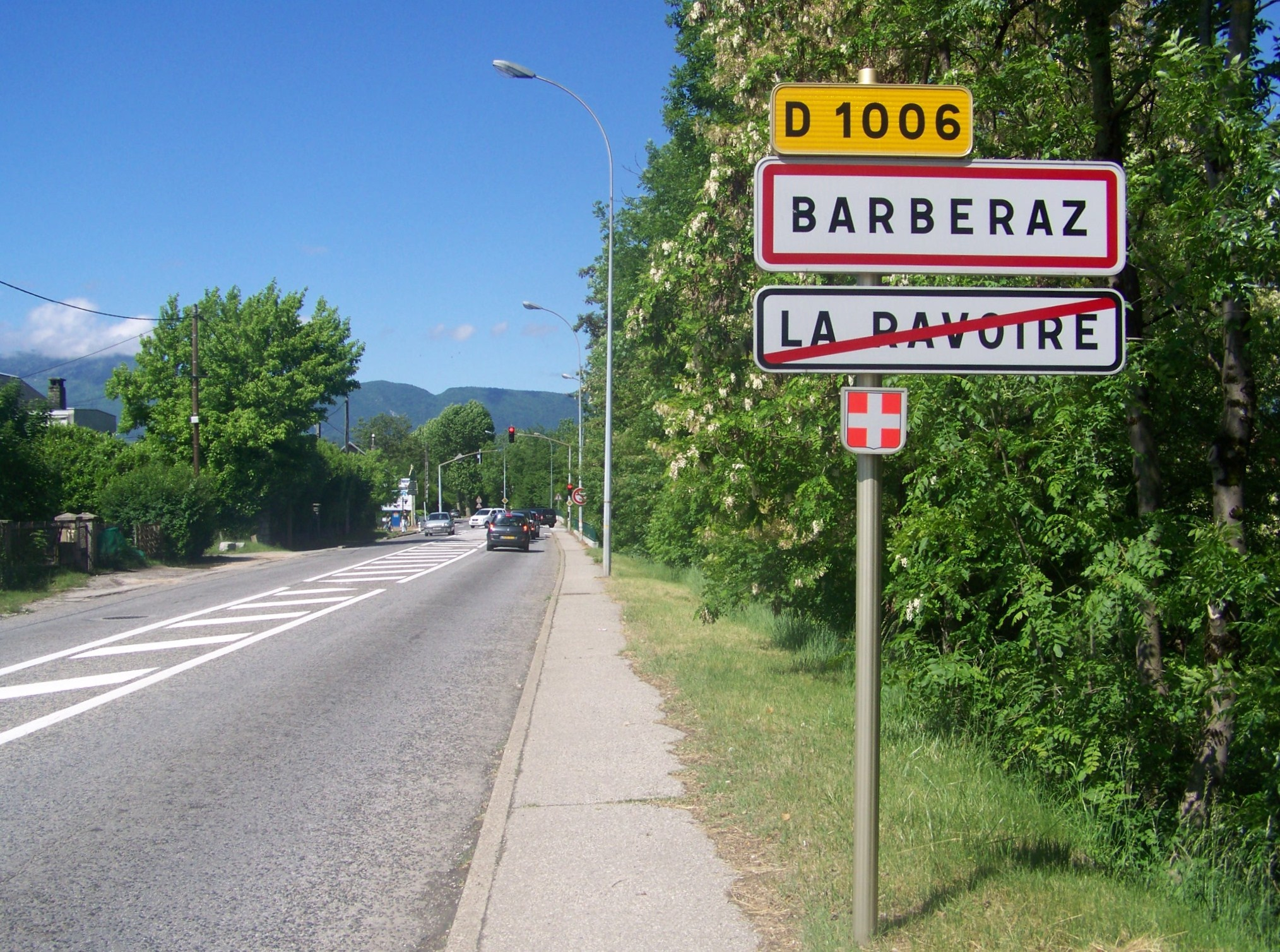
Entrée dans Barberaz sur la D 1006.

#### Voies routières
La commune de Barberaz est traversée sur sa largeur par la nationale 201, la voie rapide urbaine (2 × 3 voies) coupant l'autoroute A43 de la Motte-Servolex à la Ravoire. La N 201 permet ainsi de joindre directement Lyon, Grenoble ou les vallées alpines. La sortie 18 est située au nord-ouest de la commune et permet notamment de joindre le massif des Bauges.
Un autre axe majeur, la D 1006 (ex-nationale 6) venant de Lyon par les Échelles et se dirigeant vers l'Italie par le col du Mont-Cenis, longe par ailleurs la Leysse au nord de la commune. Elle débouche ensuite à l'est sur la commune de la Ravoire au niveau du carrefour de la Trousse.

#### Transport ferroviaire
Barberaz voit passer sur son territoire la ligne de la Maurienne de Culoz et Modane. Cette ligne à double voie électrifiée arrive de Chambéry par le nord-ouest et poursuit à l'est sur la Ravoire.
La gare ferroviaire la plus proche est la gare de Chambéry-Challes-les-Eaux située à moins de deux kilomètres. La gare offre des trajets directs par TGV jusqu'à Paris, ainsi que par TER pour Lyon, Grenoble, Annecy, Genève ou les vallées alpines (Tarentaise et Maurienne).

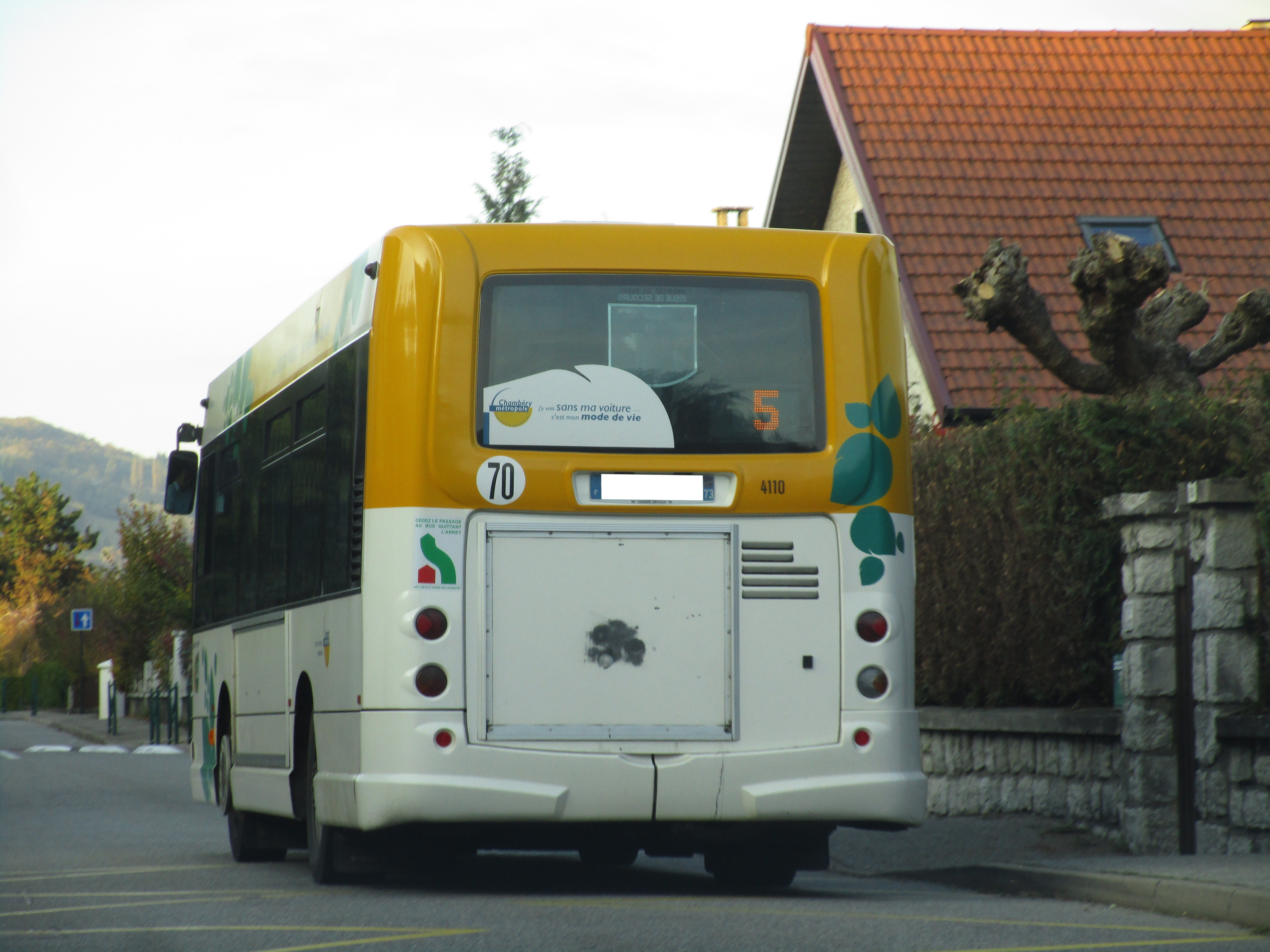
Un bus du réseau Stac à Barberaz en 11 2016.

##### Bus
La commune est desservie par cinq lignes de bus du réseau STAC, géré conjointement par Grand Chambéry et Transdev Chambéry. Les lignes concernées sont :
- la ligne   C  , qui arrive sur le territoire communal par le nord-ouest et ressort au nord-est. Elle relie La Motte-Servolex à Challes-les-Eaux via le centre-ville de Chambéry et dessert 3 arrêts dans la commune (“Buisson Rond”, “Barberaz Centre” et “Madeleine”).
- la ligne  1 , qui longe le territoire sur une courte distance au nord. Elle relie La Motte-Servolex à Saint-Jeoire-Prieuré et dessert 2 arrêts dans la commune (“Sainte-Thérèse” et “Parpillettes”).
- la ligne  3 , qui arrive sur le territoire communal par le nord-ouest et ressort à l’est. Elle relie le nord du parc d’activité des Landiers, à Chambéry, à Saint-Baldoph via Saint-Sulpice et dessert 4 arrêts dans la commune (“Buisson Rond”, “Barberaz Centre”, “Apremont” et “Pré”).
- la ligne  5 , qui arrive sur le territoire communal par le nord-ouest et ressort au sud-est. Elle relie le Lycée Monge, à Chambéry, à Saint-Baldoph et dessert 7 arrêts dans la commune (“Buisson Rond”, “Barberaz Centre”, “Albanne”, “Croix de la Brune”, “Église Barberaz”, “Chambotte” et “Myosotis”).
- la ligne  15 , qui arrive sur le territoire communal par le sud-ouest et dispose de son terminus dans la commune. Elle relie le Lycée Monge, à Chambéry, à Barberaz et dessert 4 arrêts dans la commune (“Lélia”, “Jacques”, “Gotteland” et “La Capite”).

Le dimanche et les jours fériés, seule la ligne   C   circule. Le réseau de nuit ayant été supprimé lors de la mise en place du nouveau réseau, la commune ne voit plus de bus traverser son territoire après 21 heures 12 (dernier passage de la ligne   C  ) en semaine et 19 heures 27 (dernier passage de la ligne   C  ) le dimanche.

#### Transport aérien
L'aéroport le plus proche de la commune est l'aéroport de Chambéry - Savoie situé au nord de Chambéry à une dizaine de kilomètres de Barberaz. Un aérodrome, l'aérodrome de Chambéry - Challes-les-Eaux existe également, plus proche, à cinq kilomètres à l'est sur la commune de Challes-les-Eaux.

### Climat
Pour des articles plus généraux, voir Climat d'Auvergne-Rhône-Alpes et Climat de la Savoie.
En 2010, le climat de la commune est de type climat des marges montargnardes, selon une étude du Centre national de la recherche scientifique s'appuyant sur une série de données couvrant la période 1971-2000. En 2020, Météo-France publie une typologie des climats de la France métropolitaine dans laquelle la commune est exposée à un climat de montagne ou de marges de montagne et est dans la région climatique Alpes du nord, caractérisée par une pluviométrie annuelle de 1 200 à 1 500 mm, irrégulièrement répartie en été.
Pour la période 1971-2000, la température annuelle moyenne est de 11,1 °C, avec une amplitude thermique annuelle de 18,3 °C. Le cumul annuel moyen de précipitations est de 1 305 mm, avec 9,4 jours de précipitations en janvier et 8,1 jours en juillet. Pour la période 1991-2020, la température moyenne annuelle observée sur la station météorologique de Météo-France la plus proche, « Challes les Eaux », sur la commune de Challes-les-Eaux à 3 km à vol d'oiseau, est de 11,8 °C et le cumul annuel moyen de précipitations est de 1 147,6 mm,. Pour l'avenir, les paramètres climatiques de la commune estimés pour 2050 selon différents scénarios d'émission de gaz à effet de serre sont consultables sur un site dédié publié par Météo-France en novembre 2022.
| Mois                                  | jan.            | fév.             | mars             | avril           | mai           | juin           | jui.           | août           | sep.            | oct.            | nov.             | déc.             | année     |
| ------------------------------------- | --------------- | ---------------- | ---------------- | --------------- | ------------- | -------------- | -------------- | -------------- | --------------- | --------------- | ---------------- | ---------------- | --------- |
| Température minimale moyenne (°C)     | −1,8            | −1,5             | 1,7              | 5,1             | 9,5           | 13,2           | 15             | 14,6           | 11              | 7,2             | 2,3              | −1               | 6,3       |
| Température moyenne (°C)              | 2,3             | 3,6              | 7,8              | 11,4            | 15,6          | 19,4           | 21,5           | 21,1           | 16,9            | 12,3            | 6,5              | 2,9              | 11,8      |
| Température maximale moyenne (°C)     | 6,4             | 8,7              | 13,9             | 17,7            | 21,7          | 25,6           | 28,1           | 27,7           | 22,8            | 17,4            | 10,8             | 6,8              | 17,3      |
| Record de froid (°C) date du record   | −23 14.01.1960  | −22,1 15.02.1956 | −16,1 07.03.1970 | −8,1 08.04.1956 | −4 02.05.1962 | 0,3 03.06.1962 | 3,1 07.07.1962 | 3,9 21.08.1972 | −1,2 27.09.1972 | −6 30.10.1950   | −12,8 30.11.1973 | −19,9 03.12.1973 | −23 1960  |
| Record de chaleur (°C) date du record | 17,9 15.01.1975 | 21,9 28.02.1960  | 27,1 22.03.1990  | 29,5 21.04.18   | 33,7 24.05.09 | 37,5 19.06.22  | 39,8 31.07.20  | 40,9 24.08.23  | 33,7 10.09.23   | 30,6 04.10.1966 | 25,3 12.11.18    | 23,3 18.12.1989  | 40,9 2023 |
| Précipitations (mm)                   | 95,1            | 74               | 86,5             | 83,4            | 99,7          | 97,2           | 93,3           | 100,2          | 97,1            | 101,3           | 107,6            | 112,2            | 1 147,6   |

## Urbanisme

### Typologie
Au 1er janvier 2024, Barberaz est catégorisée grand centre urbain, selon la nouvelle grille communale de densité à sept niveaux définie par l'Insee en 2022.
Elle appartient à l'unité urbaine de Chambéry, une agglomération intra-départementale regroupant 35  communes, dont elle est une commune de la banlieue,,. Par ailleurs la commune fait partie de l'aire d'attraction de Chambéry, dont elle est une commune du pôle principal,. Cette aire, qui regroupe 115 communes, est catégorisée dans les aires de 200 000 à moins de 700 000 habitants,.

### Occupation des sols
L'occupation des sols de la commune, telle qu'elle ressort de la base de données européenne d’occupation biophysique des sols Corine Land Cover (CLC), est marquée par l'importance des territoires artificialisés (47,3 % en 2018), en augmentation par rapport à 1990 (39,4 %). La répartition détaillée en 2018 est la suivante : 
zones urbanisées (41,9 %), zones agricoles hétérogènes (27,5 %), forêts (15,9 %), prairies (9,3 %), zones industrielles ou commerciales et réseaux de communication (5,1 %), espaces verts artificialisés, non agricoles (0,4 %).
L'IGN met par ailleurs à disposition un outil en ligne permettant de comparer l’évolution dans le temps de l’occupation des sols de la commune (ou de territoires à des échelles différentes). Plusieurs époques sont accessibles sous forme de cartes ou photos aériennes : la carte de Cassini (XVIIIe siècle), la carte d'état-major (1820-1866) et la période actuelle (1950 à aujourd'hui).

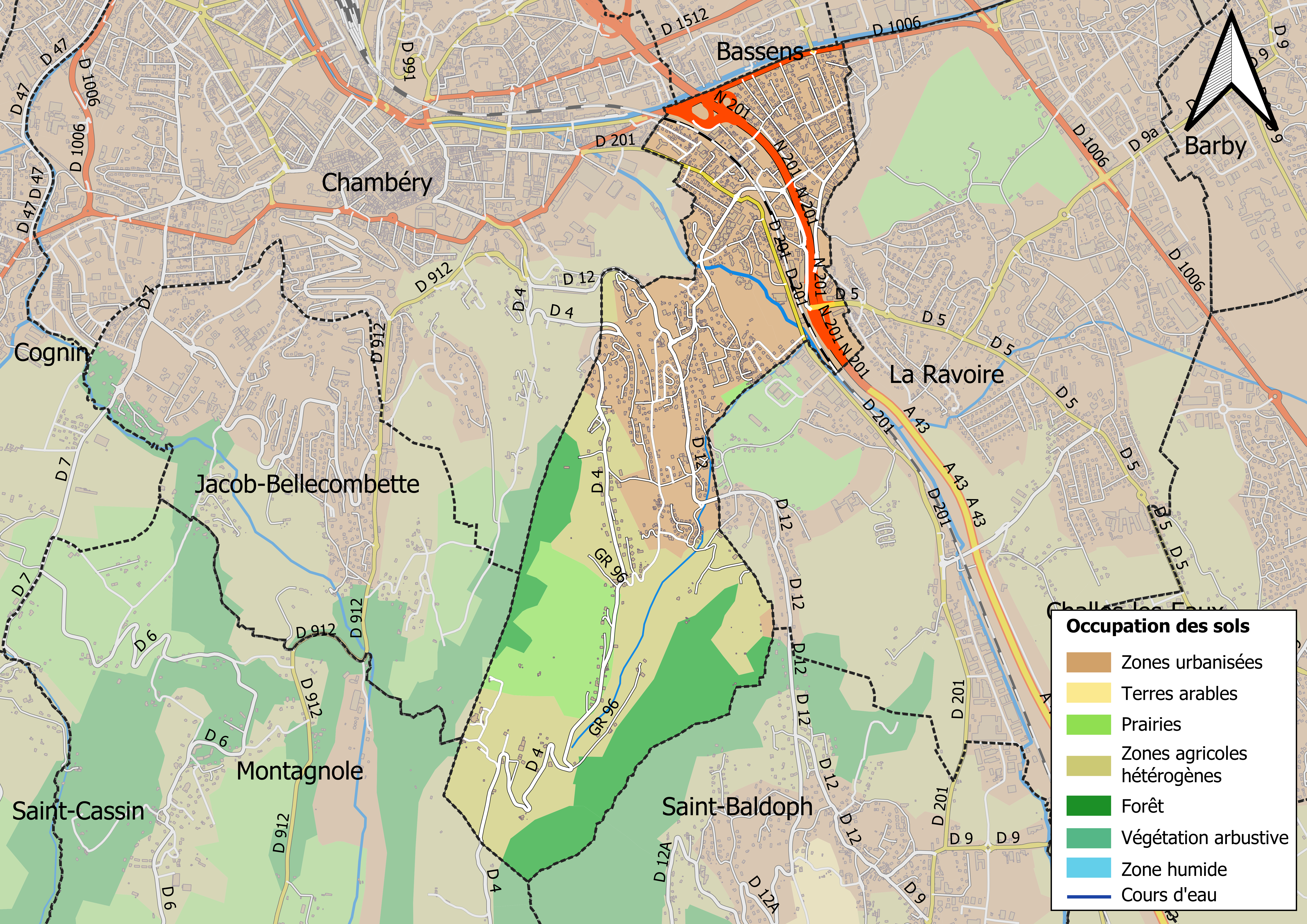
Carte des infrastructures et de l'occupation des sols en 2018 (CLC) de la commune.
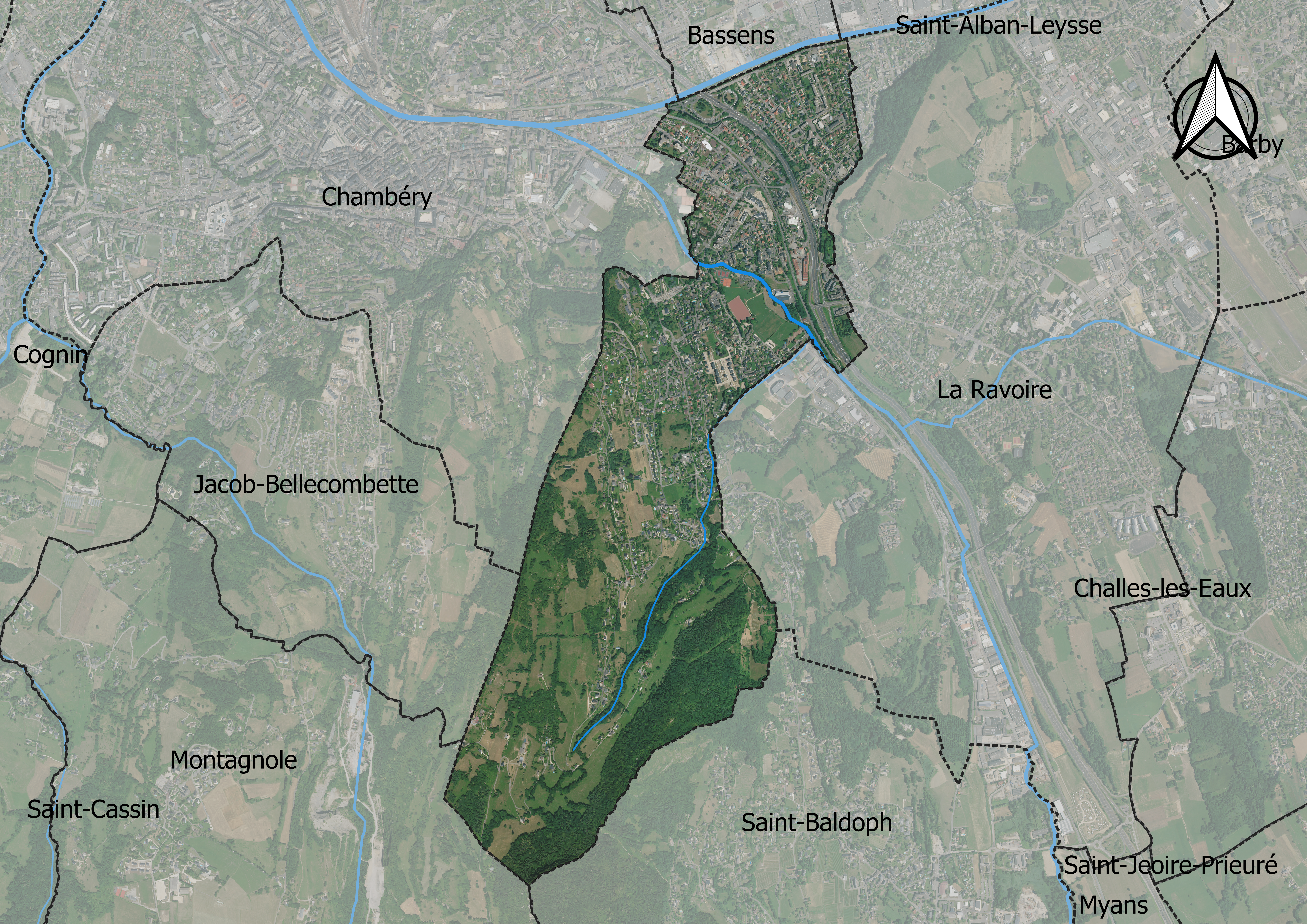
Carte orthophotogrammétrique de la commune.

## Toponymie
Les formes anciennes de Barberaz sont Ecclesia de Barbaratico (vers 1100), de Barbara (1248), Curatus de Barberaz (1375), Curatus Barberaci (vers 1395) ou encore Ecclesia de Barbara (1497). Le chanoine Gros relève que Barbariaco (vers 1100) est la « forme originelle et régulière ».
Le nom de Barberaz provient probablement d'un nom de domaine, Barbariacum, ayant appartenu à Barbarius.
Le z final ne sert qu'à marquer le paroxytonisme et ne doit pas être prononcé. En francoprovençal, le nom de la commune s'écrit Barbéro, selon la graphie de Conflans.

## Histoire
Le village de Barberaz fut fondé par une personne qui à l'époque (environ IIIe siècle) était étrangère à l'Empire romain (Chambéry était déjà le carrefour alpin de l'armée romaine). Le nom donné alors à ces personnes correspondait à notre terme actuel de "barbare". Son territoire prit ce nom avec lui et évolua jusqu'à Barberaz avec le savoyard.
Jusqu'au XVIIIe siècle, la vie s'est plutôt organisée sur la partie montagneuse, une grande partie du territoire (la plaine) étant entre autres composée de tourbe et autres marais vers les deux rivières empêchant une quelconque installation.

## Politique et administration

### Tendances politiques et résultats
Les électeurs de la commune de Barberaz portent leur suffrage traditionnellement à droite sur l'échiquier politique. Cependant, les résultats récents de la première décennie du XXIe siècle montrent un changement de tendance avec une légère poussée de la gauche notamment aux élections locales avec des scores dépassant légèrement les 50 % en faveur des candidats du PS ou divers gauche. Les élections présidentielles et législatives de 2012 confirment cette poussée de la gauche.
|                                                                                 | 1er score | 1er score                               | 2e score | 2e score                                  | Participation |
| Élections municipales de 2014                                                   |           | 50,65 % pour David Dubonnet (UMP)       |          | 49,34 % pour Jean-Pierre Coudurier (SE)   | 64,75 %       |
| Élection présidentielle de 2012                                                 |           | 53,59 % pour Nicolas Sarkozy (UMP)      |          | 46,41 % pour François Hollande (PS)       | 84,76 %       |
| Élections législatives de 2012                                                  |           | 50,42 % pour Pierre-Marie Charvoz (DVD) |          | 49,58 % pour Béatrice Santais (PS) (élue) | 60,29 %       |
| Élections européennes de 2009                                                   |           | 30,78 % pour Françoise Grossetête (UMP) |          | 22,81 % pour Michèle Rivasi (EELV)        | 46,44 %       |
| Élections régionales de 2010                                                    |           | 50,22 % pour Jean-Jack Queyranne (PS)   |          | 35,82 % pour Françoise Grossetête (UMP)   | 53,08 %       |
| Élections cantonales de 2011                                                    |           | 55,29 % pour Robert Gardette (PS)       |          | 44,71 % pour Jean-Marc Léoutre (DVD       | 42,57 %       |
| Élections municipales de 2008                                                   |           | 55,15 % pour David Dubonnet (UMP)       |          | 44,85 % pour Jean Pollier (NC)            | 64,75 %       |
| Référendum de 2005 relatif au traité établissant une Constitution pour l'Europe |           | 57,01 % pour le Oui                     |          | 42,99 % pour le Non                       | 72,99 %       |

### Administration municipale
Le conseil municipal de Barberaz se compose du maire, de huit adjoints, de 9 conseillers municipaux délégués et de 9 conseillers municipaux.
Voici ci-dessous le partage des sièges au sein du conseil municipal :

### Liste des maires successifs
| Période                                  | Période                      | Identité          | Étiquette    | Qualité                                                |
| ---------------------------------------- | ---------------------------- | ----------------- | ------------ | ------------------------------------------------------ |
| mars 1959                                | mars 1971                    | Émile Mariet      |              |                                                        |
| Les données manquantes sont à compléter. |                              |                   |              |                                                        |
| mars 1983                                | juin 1995                    | Hubert Constantin | DVD          |                                                        |
| juin 1995                                | mars 2001                    | Bertrand Matteï   | UDF          | Vice-président du DUCC                                 |
| mars 2001                                | mars 2008                    | Jean Pollier      | UDF puis NC  | Vice-président de Chambéry métropole (2001 → 2008)     |
| mars 2008                                | mars 2020                    | David Dubonnet    | UMP-LR       | Employé Vice-président de Grand Chambéry (2008 → 2020) |
| juin 2020                                | En cours (au 7 juillet 2020) | Arthur Boix-Neveu | Génération.s | Fonctionnaire d'État                                   |
| Les données manquantes sont à compléter. |                              |                   |              |                                                        |

## Population et société

### Démographie
L'évolution du nombre d'habitants est connue à travers les recensements de la population effectués dans la commune depuis 1793. Pour les communes de moins de 10 000 habitants, une enquête de recensement portant sur toute la population est réalisée tous les cinq ans, les populations de référence des années intermédiaires étant quant à elles estimées par interpolation ou extrapolation. Pour la commune, le premier recensement exhaustif entrant dans le cadre du nouveau dispositif a été réalisé en 2005.

En 2022, la commune comptait 5 246 habitants, en évolution de +12,91 % par rapport à 2016 (Savoie : +3,63 %, France hors Mayotte : +2,11 %).
| 1793 | 1800 | 1806 | 1822 | 1838 | 1848 | 1858 | 1861 | 1866 |
| ---- | ---- | ---- | ---- | ---- | ---- | ---- | ---- | ---- |
| 407  | 447  | 442  | 680  | 586  | 644  | 680  | 660  | 631  |

| 1872 | 1876 | 1881 | 1886 | 1891 | 1896 | 1901 | 1906 | 1911 |
| ---- | ---- | ---- | ---- | ---- | ---- | ---- | ---- | ---- |
| 654  | 619  | 598  | 607  | 603  | 571  | 564  | 569  | 673  |

| 1921 | 1926 | 1931  | 1936  | 1946  | 1954  | 1962  | 1968  | 1975  |
| ---- | ---- | ----- | ----- | ----- | ----- | ----- | ----- | ----- |
| 674  | 888  | 1 140 | 1 457 | 2 057 | 2 050 | 2 495 | 3 235 | 3 329 |

| 1982  | 1990  | 1999  | 2005  | 2006  | 2010  | 2015  | 2020  | 2022  |
| ----- | ----- | ----- | ----- | ----- | ----- | ----- | ----- | ----- |
| 3 793 | 4 195 | 4 663 | 4 605 | 4 708 | 4 598 | 4 640 | 5 167 | 5 246 |

## Enseignement
La commune est rattachée à l'académie de Grenoble et compte plusieurs établissements :
- deux écoles primaires sont présentes à Barberaz (les groupes scolaires de la Concorde et de l'Albanne).
- un Lycée professionnel et privé, Le lycée Margeriaz

Le pôle petite enfance Chantal-Mauduit, d'une capacité de 30 places accueille les enfants de 3 mois à 6 ans.  Par ailleurs, il y a à Barberaz, une bibliothèque municipale, un bureau de poste, un mini-bureau de police municipale avec un(e) agent.

## Économie
Le commune fait partie de l'aire géographique de production et transformation du « Bois de Chartreuse », la première AOC de la filière Bois en France,.

## Culture locale et patrimoine

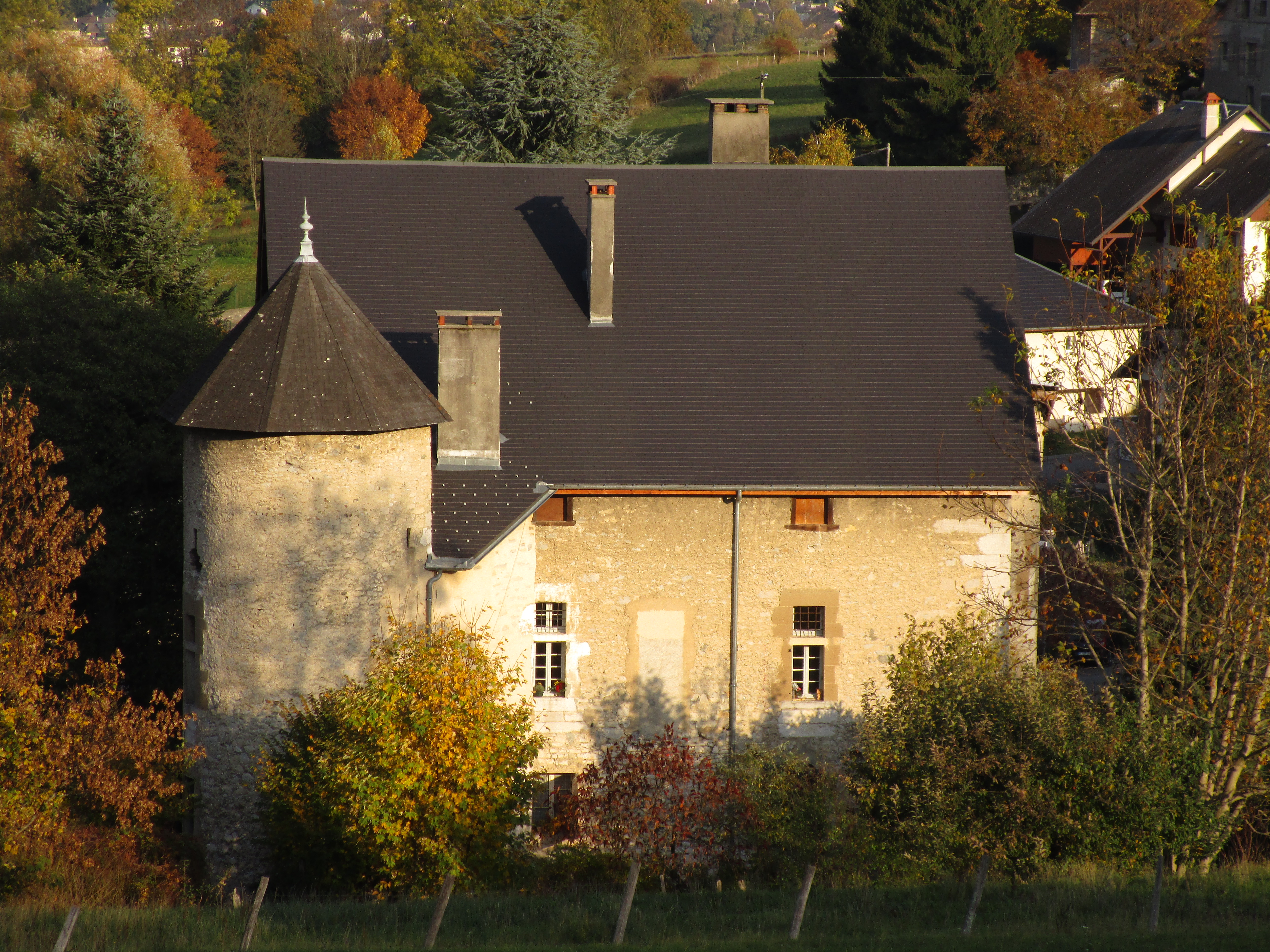
Le château de Longeray en novembre 2016.

### Lieux et monuments
- le Château de Longeray, construit au XVIIIe siècle.

#### Mairie
La mairie de Barberaz est située dans le centre de la commune, à proximité des deux salles polyvalentes, de la galerie de la Chartreuse, où l'on trouve la poste et la bibliothèque municipale « Marguerite Chevron », ainsi que de plusieurs commerces et d'une banque.
Il est à noter que le Tour de France 2010 est passé devant la mairie, le 14 juillet.

### Tableaux
Le peintre Henri Rivière a peint de nombreux tableaux représentant Barberaz en 1918 :

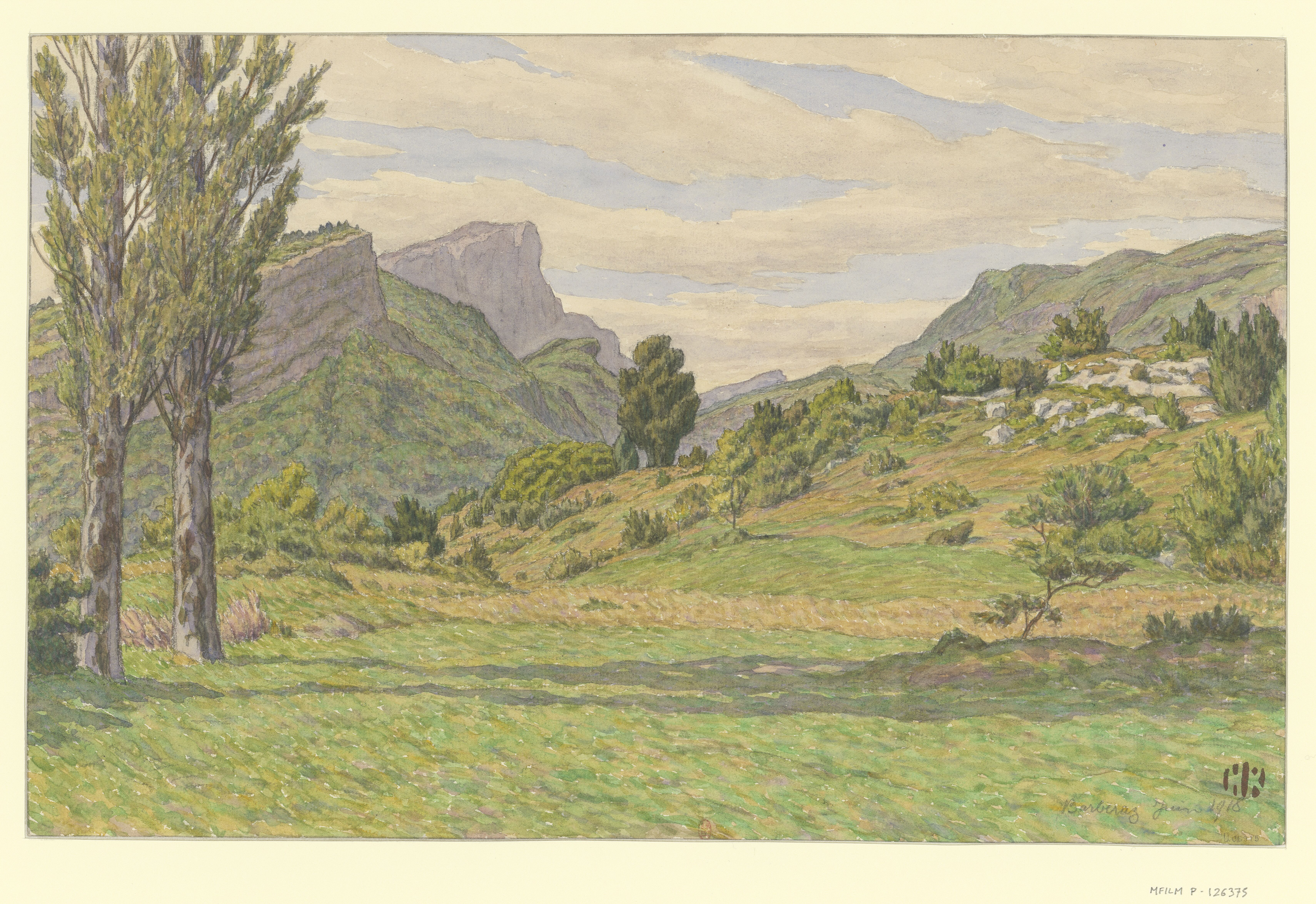
Barberaz (dessin, 1918).
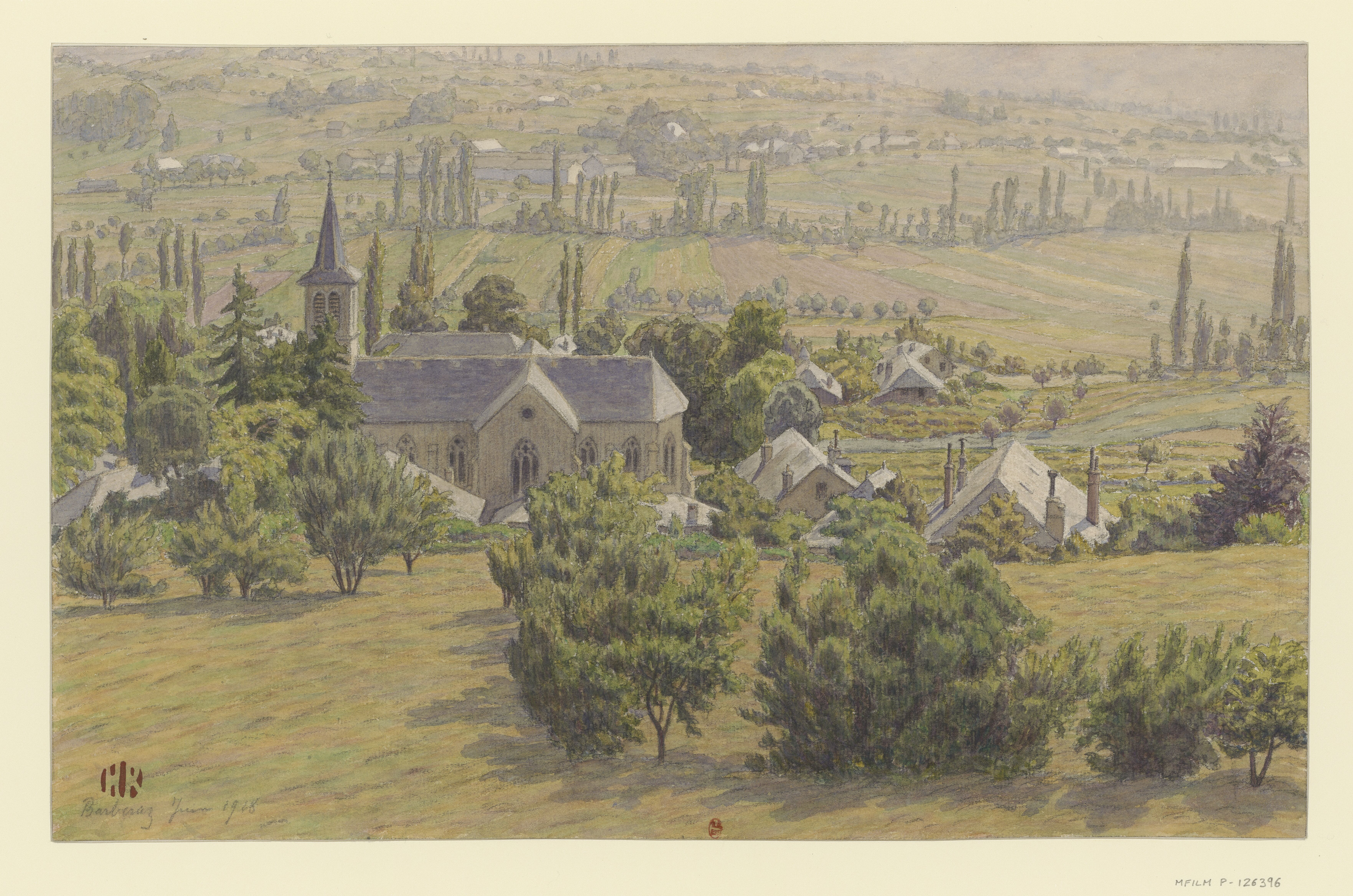
Barberaz (dessin, 1918).
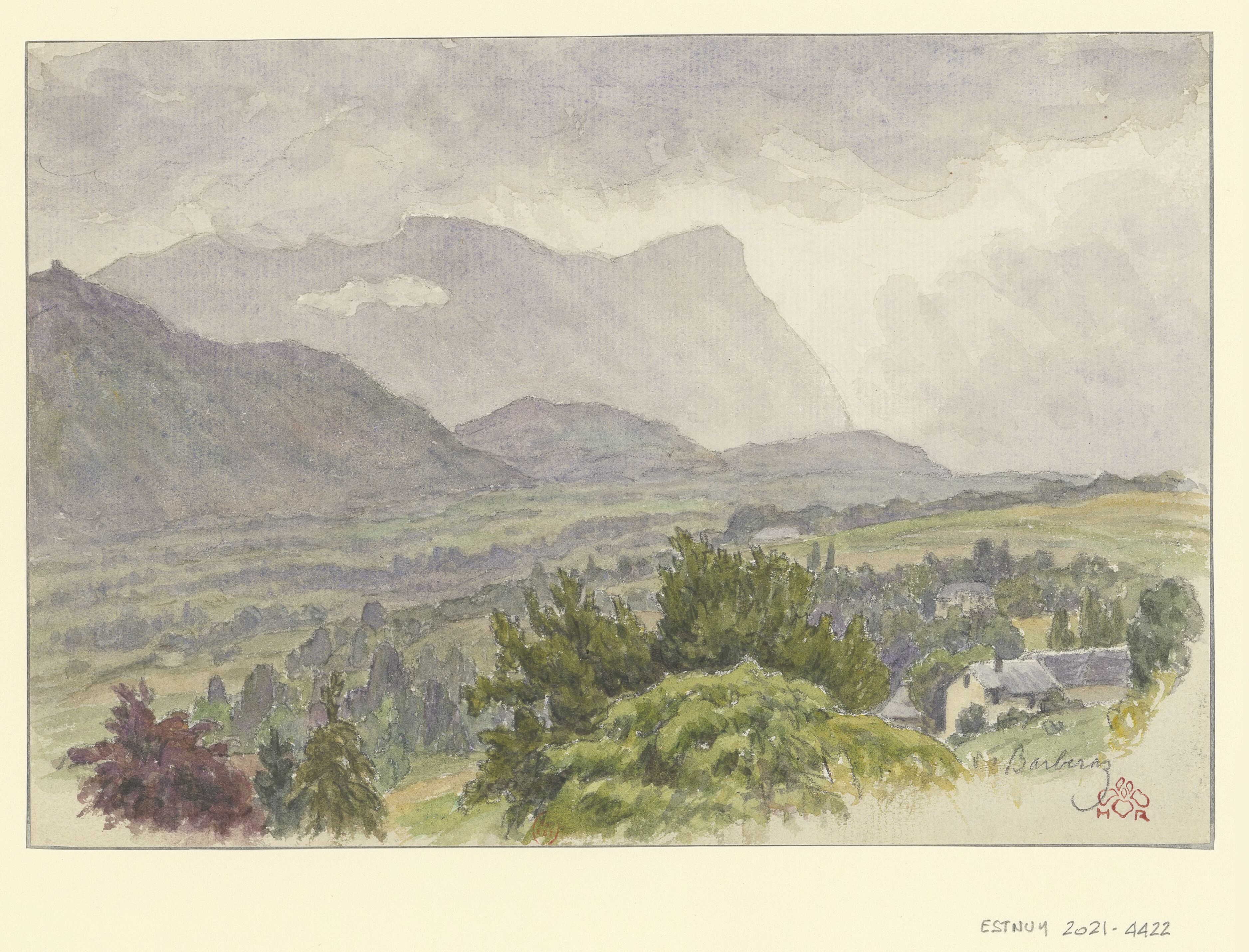
Barberaz (dessin, 1918).
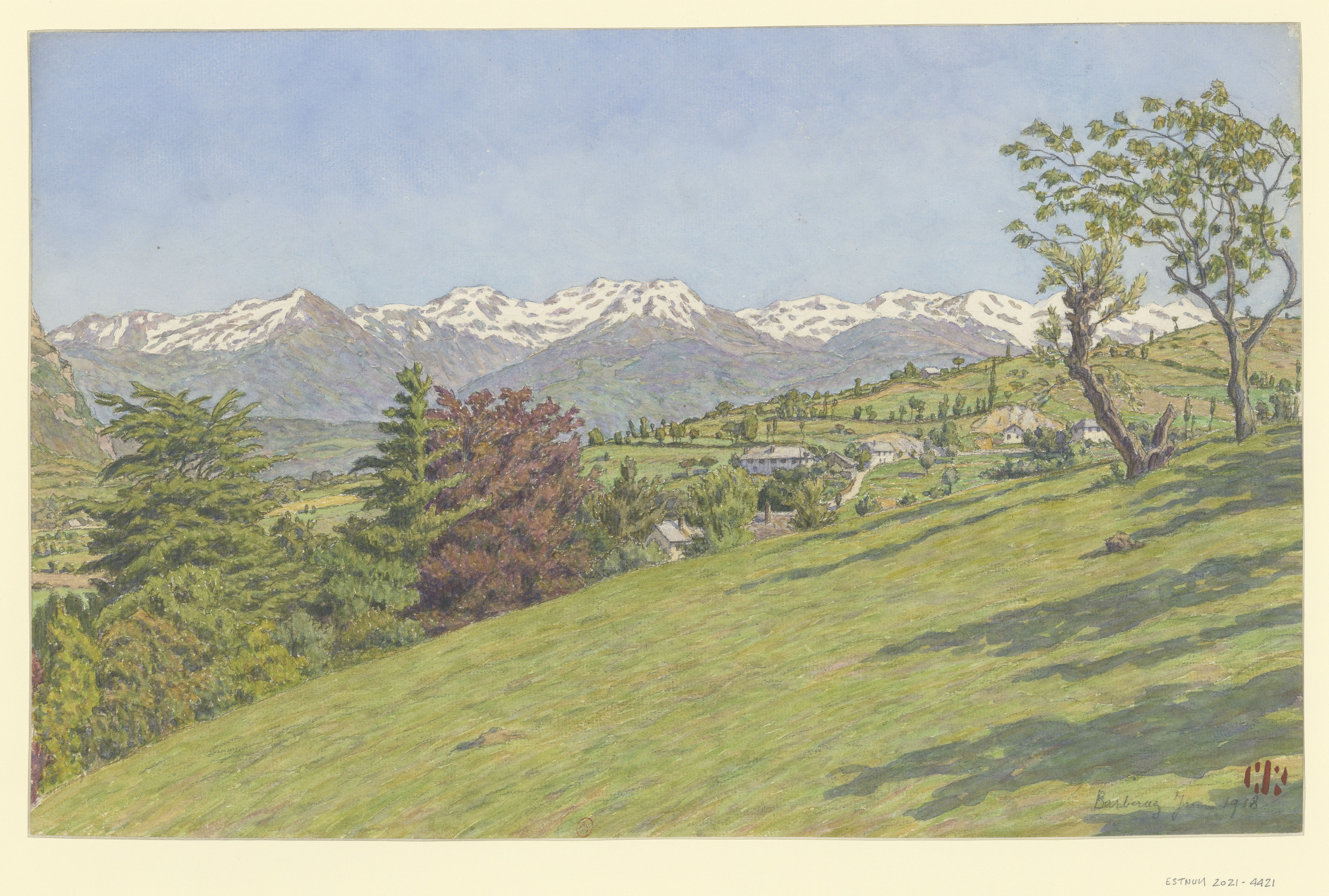
Barberaz (dessin, 1918).
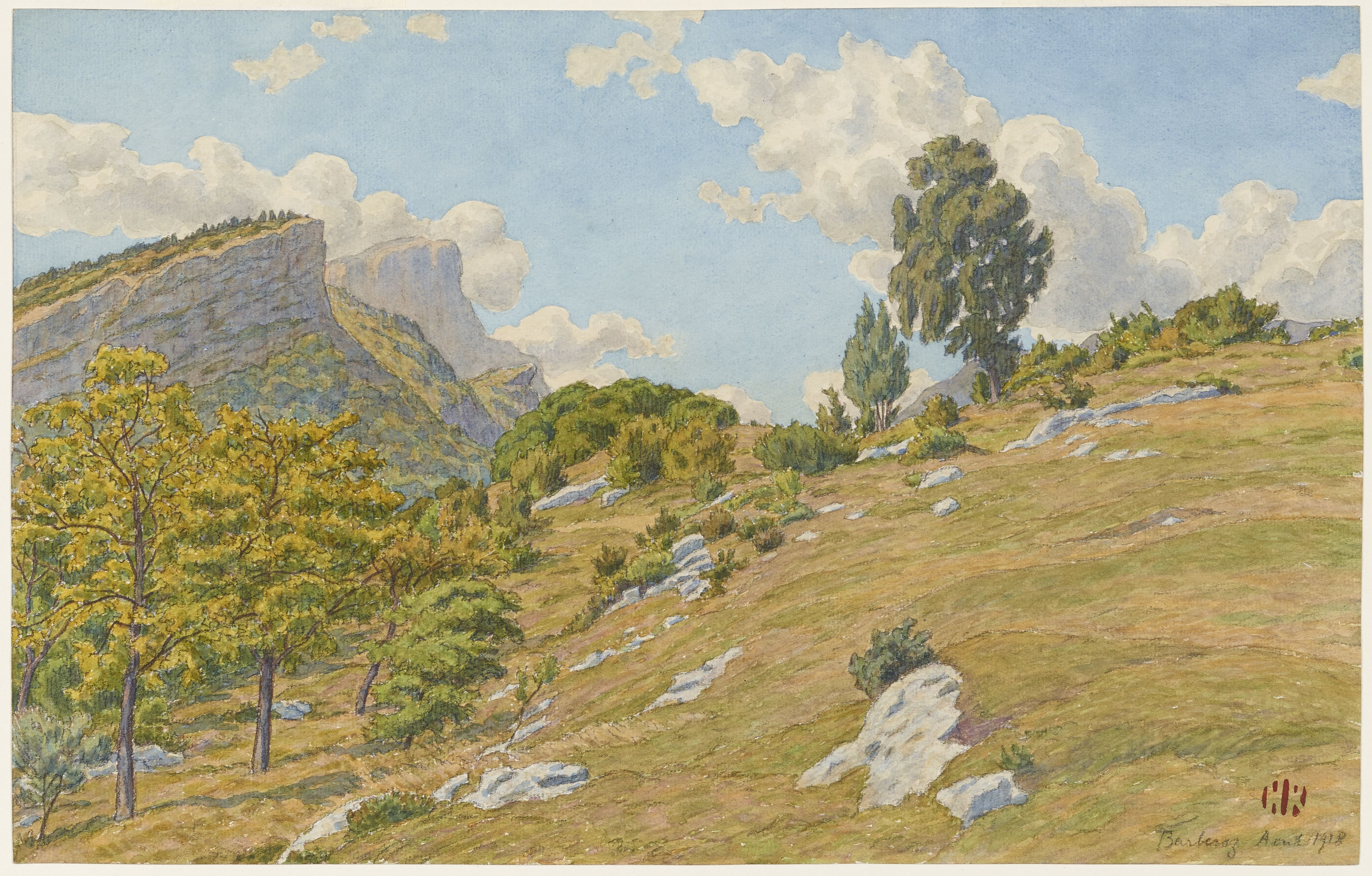
Plateaux de Barberaz (dessin, 1918)
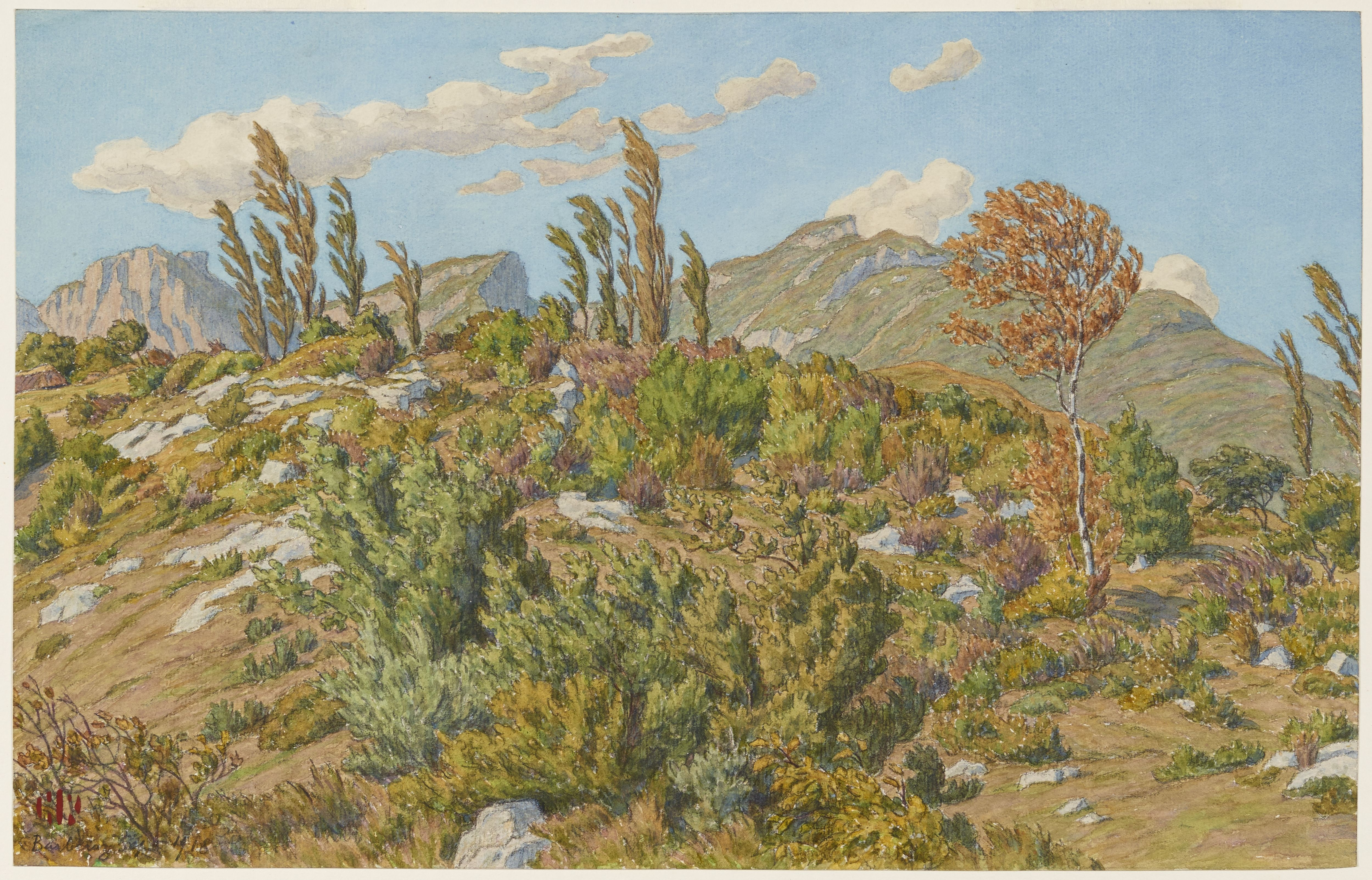
Plateaux de Barberaz (dessin, 1918).
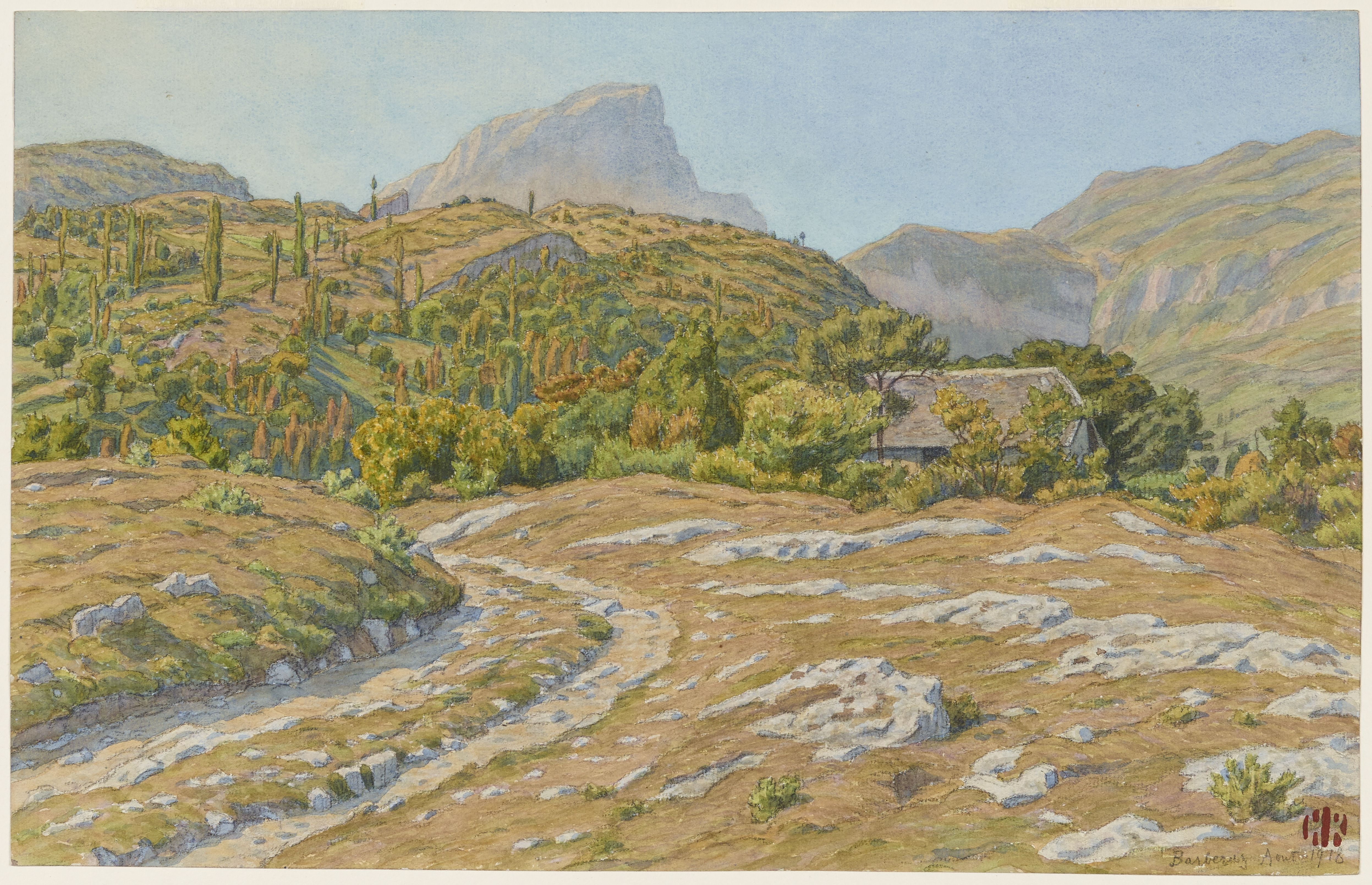
Le Granier, Barberaz (dessin, 1918).
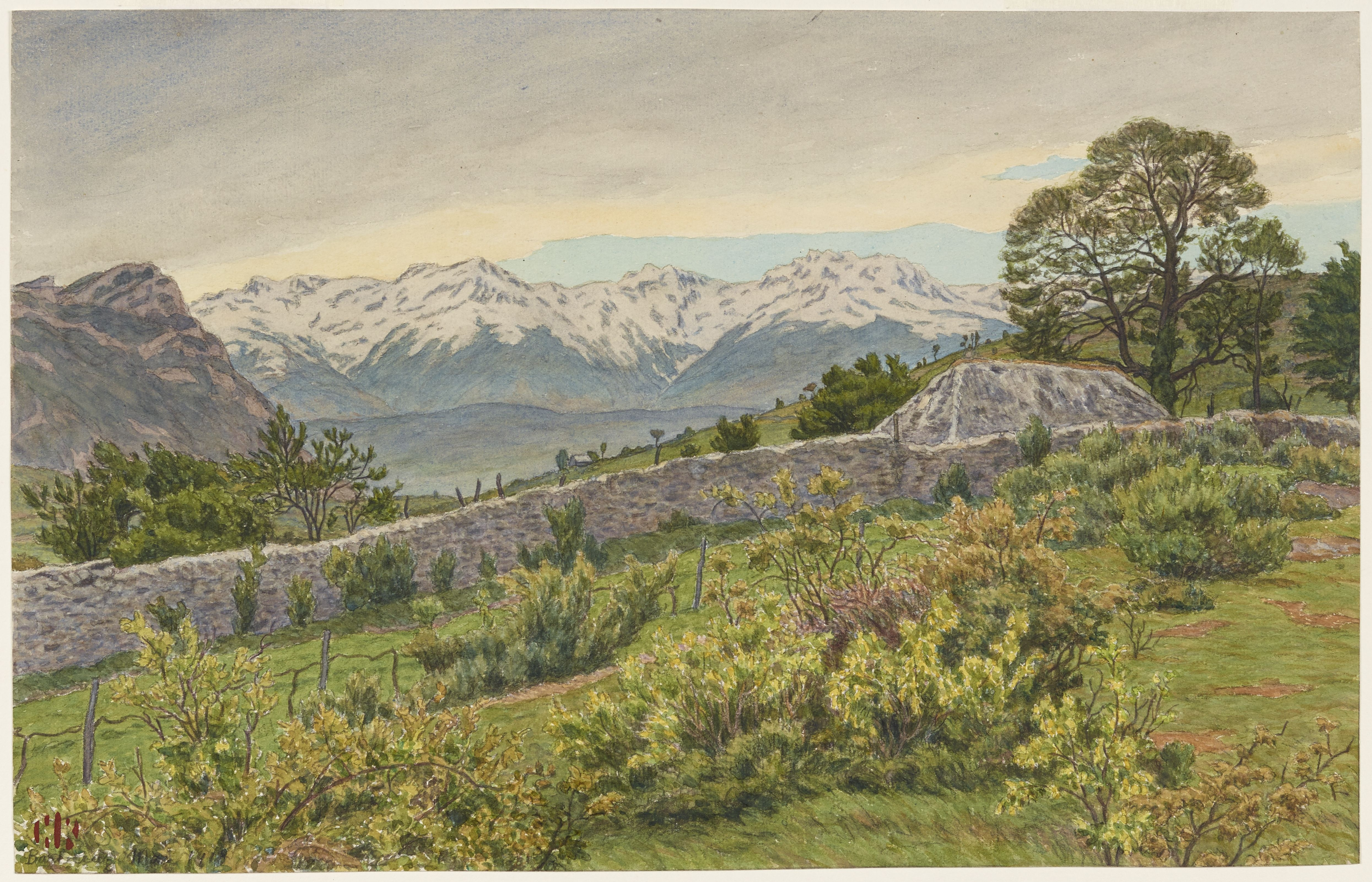
Matin gris sur les Alpes (Barberaz) (dessin, 1919).

### Personnalités liées à la commune
- Marguerite Chevron (1818-1862), native de la commune. Poétesse savoyarde et enseignante : « Le foyer de mon cœur, ardent de poésie, / Dessèche dans mon sein la sève de la vie; / La pensée en déborde en de brûlants accords, / Et mon esprit, saisi d'indicibles transports, / Méprisant ce bas monde et ses biens éphémères, / Plane sur les hauteurs des immortelles sphères. »
- Laurent Violet (1965-2015), comique français, chantre de l'humour noir, inhumé dans le cimetière de la commune.

### Héraldique
| Armes de Barberaz | Les armes de Barberaz se blasonnent ainsi : écartelé, au 1 d’or à une tour de sinople ouverte de sable et ajourée du champ, au 2 de sinople au léopard d’or, au 3 de sinople à une grue d’or contournée et portant sa vigilance, au 4 d’or à trois feuilles de chêne de sinople, sur le tout de gueules à la croix d'argent. La tour représente les demeures que les nobles et les bourgeois chambériens avaient fait construire sur le coteau pour y chercher en été la nature et la fraîcheur. Les grues cendrées vivent en groupe sous la garde d'un des leurs, la " vigilance " portant une pierre ; si celle-ci s'endort, la pierre tombe, réveillant les autres. La vigilance, c'est Sainte Madeleine qui jadis depuis la chapelle de la Maladière veillait sur toute la plaine à qui elle a donné le nom. Le léopard symbolise le nom de la commune qui viendrait du domaine qu'aurait possédé autrefois un barbare (un étranger). Au lion de l'empire romain chrétien on pouvait ainsi opposer le léopard. Les feuilles de chêne sont la représentation du coteau, jadis couvert de forêts de châtaigniers et de chênes. C'est là que se sont installés les premiers habitants de Barberaz, la plaine restant marécageuse pendant de longs siècles. Au cœur du blason, la croix de Savoie rappelle l'appartenance de la commune à l'ancien Duché et à l'actuel département. |